# Maria Konopnicka

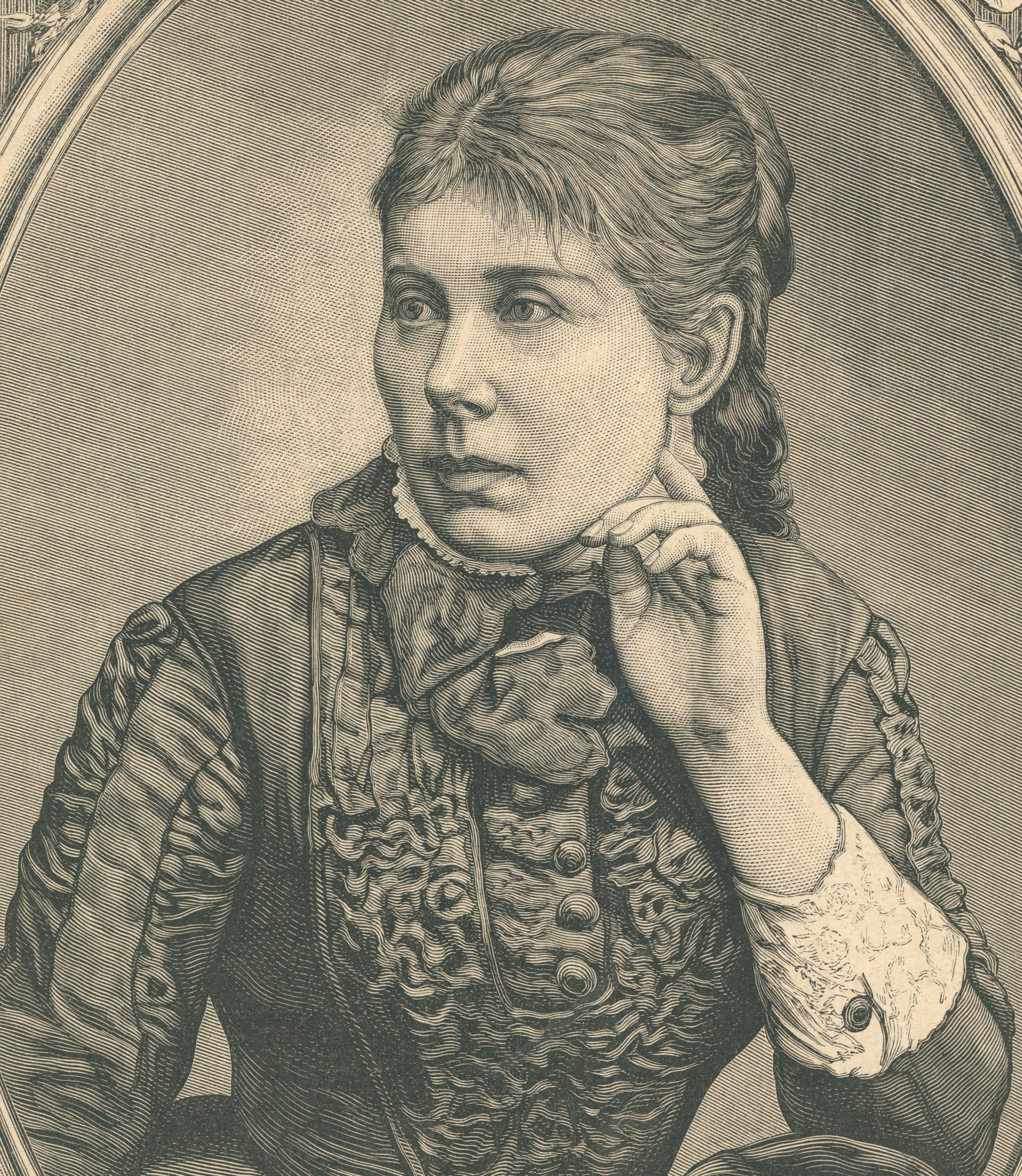
Maria Konopnicka

Maria Konopnicka, auch Marja Konopnicka (anhörenⓘ), geborene Maria Wasiłowska (* 23. Mai 1842 in Suwałki, Russisches Kaiserreich; † 8. Oktober 1910 in Lemberg, Österreich-Ungarn), war eine polnische Schriftstellerin. Eines ihrer Pseudonyme als Poetin war Jan Sawa.

## Leben und Werk

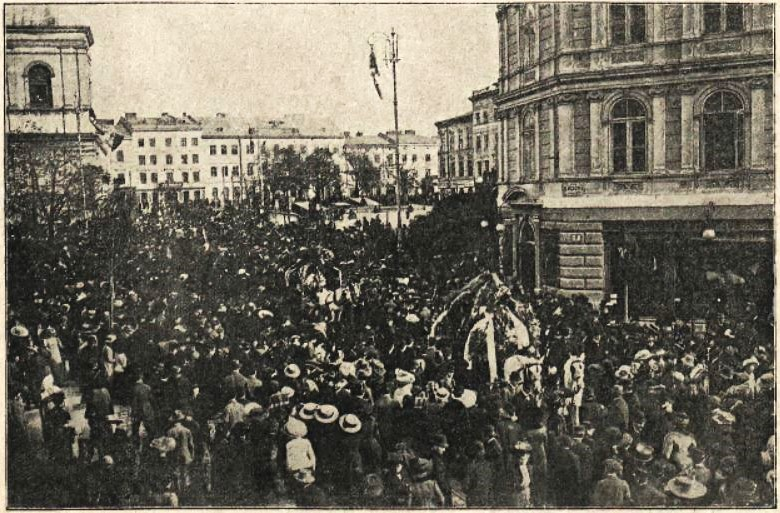
Viele Menschen beim Leichenzug durch Lemberg im Oktober 1910

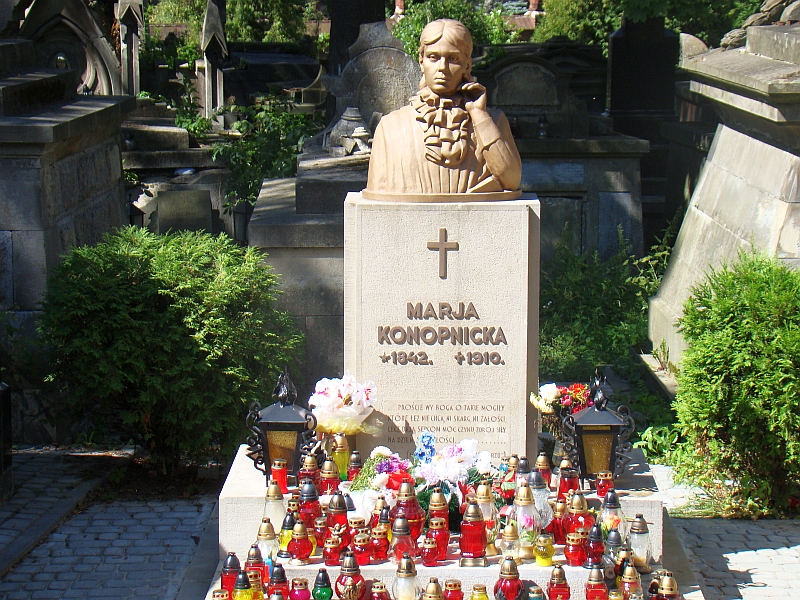
Grab von Maria Konopnicka mit einer Büste von Luna Drexler

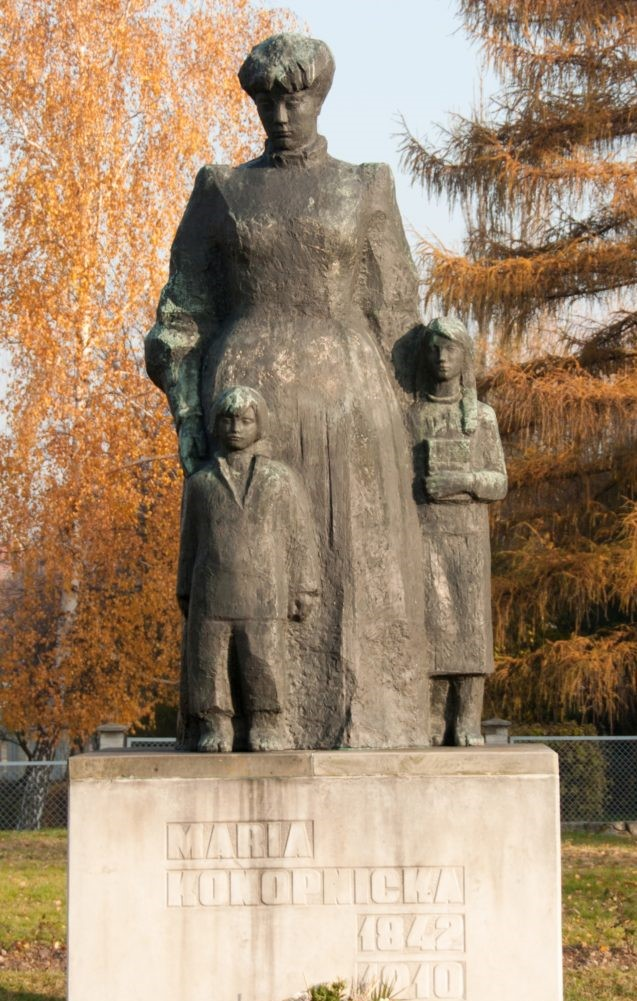
Denkmal in Kalisz

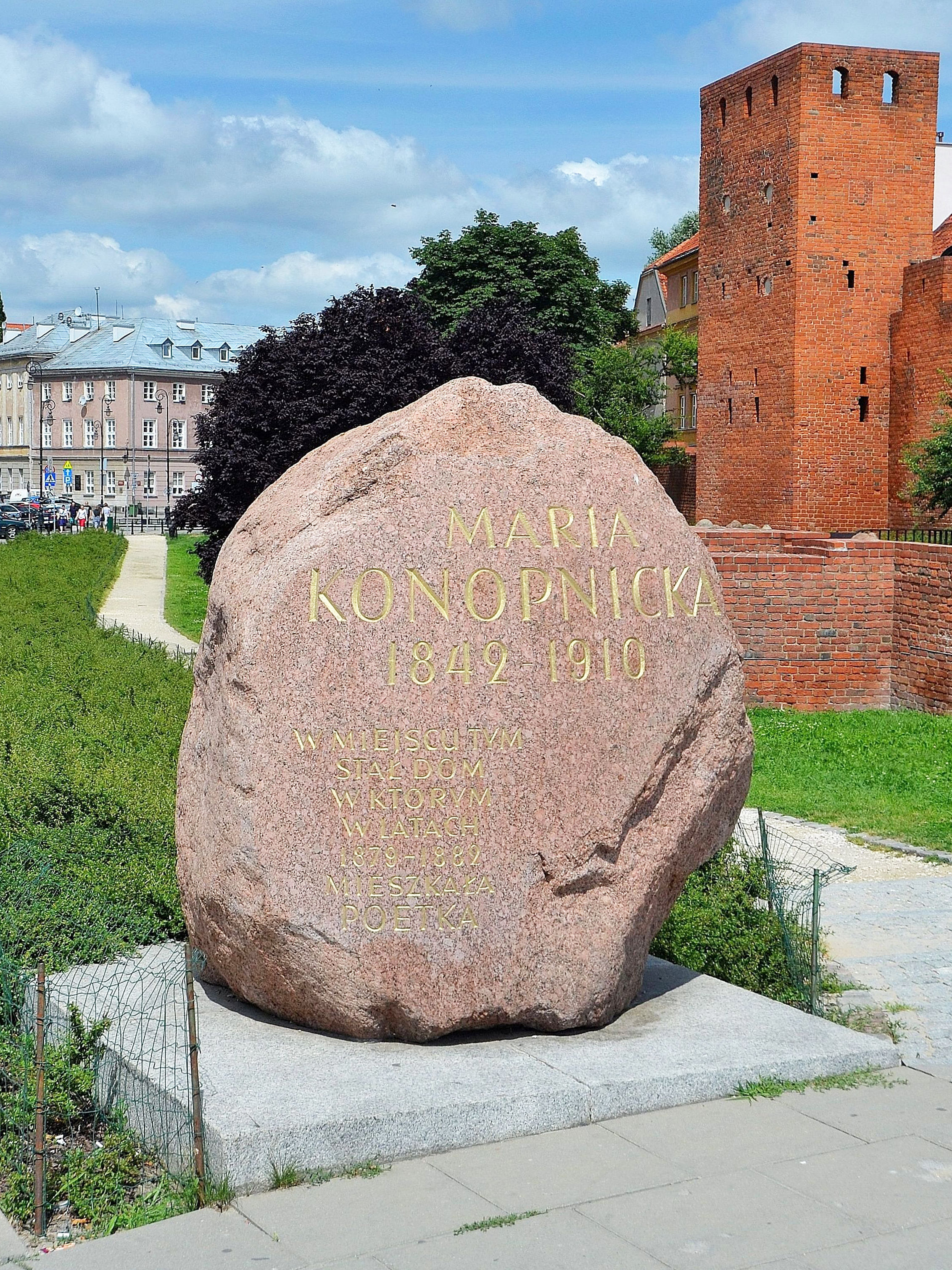
Gedenkstein in Warschau

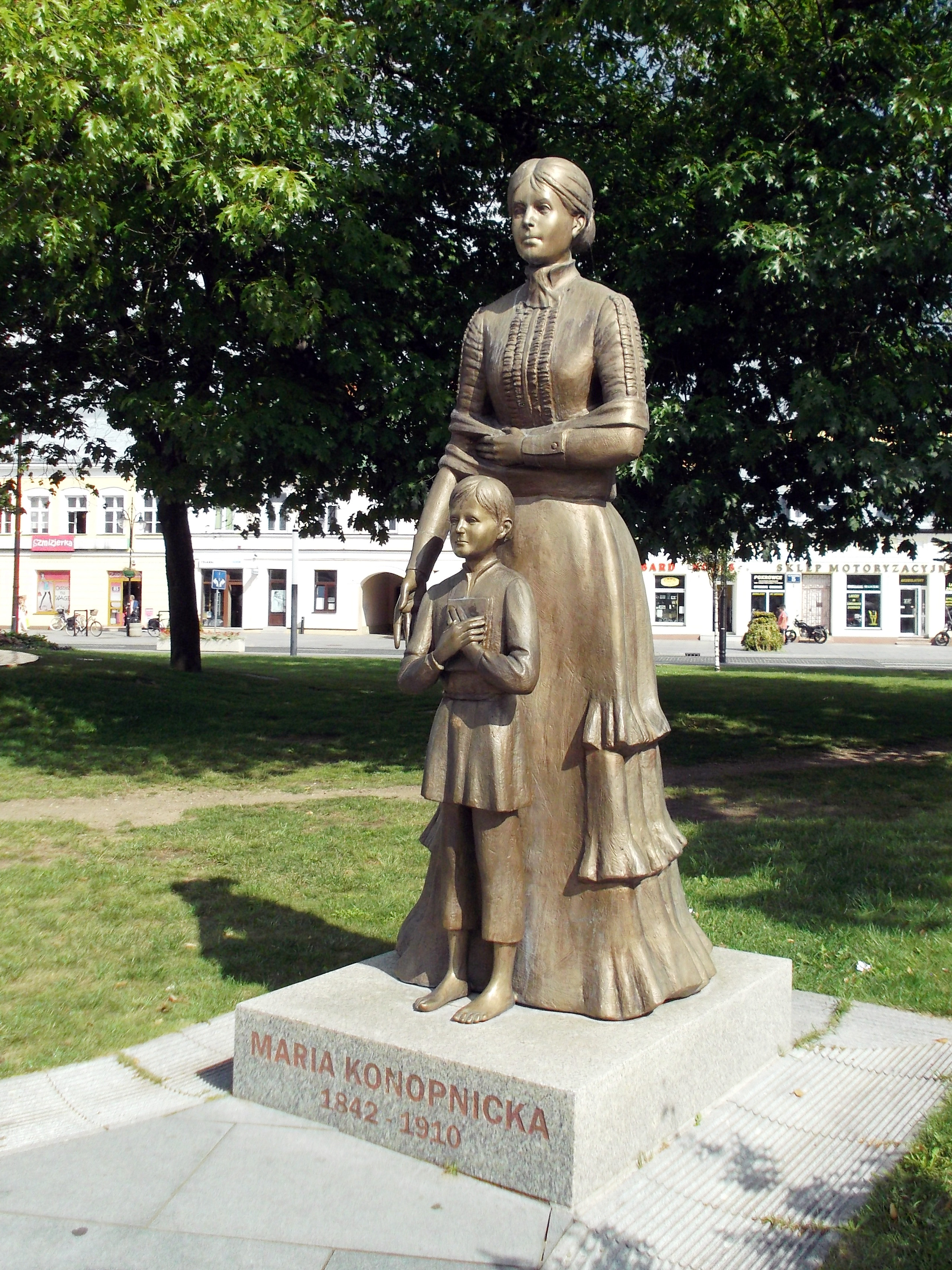
Skulptur in ihrem Geburtsort Suwałki

Als Kind gemeinsam mit fünf Geschwistern früh durch den Tod ihrer Mutter Scholastyka zur Halbwaise geworden, wurde sie von ihrem Vater Józef Wasiłowski im Geiste des Katholizismus und der polnischen Nation erzogen. Im September 1862 heiratete sie den Gutsbesitzer Jarosław Konopnicki. Bald wurden die Bewohner des Gutes in den Januaraufstand verwickelt und mussten fliehen. Die Konopnickis gingen nach Deutschland und kehrten erst nach der Generalamnestie von 1865 zurück. Da sie über ihre Verhältnisse lebten, musste die inzwischen achtköpfige Familie 1872 das Gut verkaufen und in ein kleineres Vorwerk in der Nähe umziehen.
1877 trennte sich Maria von ihrem Ehemann und zog mit den Kindern nach Warschau, wo sie als Schriftstellerin und Nachhilfelehrerin arbeitete. Nach 1890 hielt sie sich wegen einer erkrankten Tochter häufiger im Ausland auf. 1902 erhielt sie zum 25-jährigen Jubiläum als Schriftstellerin einen kleinen Gutshof in Żarnowiec bei Krosno geschenkt, wo sich heute ein Museum ihr zu Ehren befindet.
Maria Konopnicka starb im Oktober 1910 im Alter von 68 Jahren in einem Lemberger Sanatorium. Ihre Beisetzung fand unter großer Anteilnahme der Bevölkerung statt. Eine große Menschenmenge säumte bei ihrem Leichenzug die Straßen von Lemberg und begleitete die Dichterin zu ihrer letzten Ruhestätte auf dem Lytschakiwski-Friedhof, wo ihr Grab erhalten ist. Die Lemberger Bildhauerin Luna Drexler (1882–1933) schuf die bronzene Büste für ihren Grabstein.

## Gedenken
Zu ihrem Gedenken wurden in zahlreichen Städten Denkmäler von ihr aufgestellt oder an Häusern Gedenktafeln angebracht. In Warschau, Danzig, Kalisz, Bromberg und Suwałki stehen lebensgroße Skulpturen, in Krakau und Bytom jeweils Stelen mit Büsten. An ihrem Geburtshaus wurde eine Gedenktafel angebracht und in Warschau eine Straße, die Ulica Marii Konopnickiej, nach ihr benannt.

## Werk (Auswahl)
Konopnicka debütierte 1875 in der Zeitschrift Kaliszanin. In den folgenden Jahren publizierte sie in vielen weiteren Blättern und gab eine Reihe von Gedichtbänden heraus. Besondere Bekanntheit, die bis zum heutigen Tage anhält, erzielte sie durch ihr patriotisches Lied Rota (etwa „Gelöbnis“), das zeitweise als inoffizielle Nationalhymne Polens bezeichnet wurde. Im Allgemeinen wird Konopnicka als eine der wichtigsten Vertreterinnen des polnischen Positivismus angesehen.

## Veröffentlichungen

### Lyrik
- Zimowy poranek (1870)
- Kaliszowi (1888 und 1907)
- Memu miastu (1897)
- Linie i dźwięki (1897)
- Italia (1901)
- Śpiewnik historyczny (1904, dt.: Historisches Gesangbuch)
- Głosy ciszy (1906)
- Rota (1908)
- Z liryk i obrazków (1909)
- Pan Balcer w Brazylii (1910, dt.: Herr Balzer in Brasilien)

### Prosa
- Cztery nowele (1888, dt.: Die Vier Novellen)
- Moi znajomi (1890, dt.: Meine Bekannten)
- Na drodze (1893, dt.: Draußen, darin u. a. Mendel Gdański, Nasza szkapa)
- Nowele (1897, darin u. a. Miłosierdzie gminy)
- Ludzie i rzeczy (1898)
- Na normandzkim brzegu
- Krysta[4]

### Kinderbücher
- Śpiewnik dla dzieci (dt.: Singbücher für Kinder)
- O Janku Wędrowniczku (1983)
- O krasnoludkach i sierotce Marysi (1896, dt.: Marysia und die Zwerge, 1949); The fair folk and little orphan Mary : a tale about gnomes, translated and adapted from the Polish by Christopher Adam Zakrzewski, Boston : Cherry Orchard Books, 2025, ISBN 979-8-88719-688-6
- Na jagody (1903, dt.: Beim Preiselbeeren pflücken)
- Szkolne przygody Pimpusia Sadełko (1905)
- Co słonko widziało[5]

### Deutschsprachige Sammelausgaben
- Leben und Leiden. Novellen, Stuttgart 1904
- Geschichten aus Polen, München 1916 (enth.: Die alte Banaschin (Banasiowa), Der Xaver (Ksawery), Jusek Srokatsch (Józik Srokacz), In der alten Mühle (W starym młynie), Ein Stilleben (Martwa natura), Die Urbanin (Urbanowa), Anuscha (Anusia), Wojtschech Sapala (Wojciech Zapała), Rauch (Dym), Ein harter Tag (W winiarskim forcie), Marischa (Maryśka), Das Meer (Morze), Der blöde Franek (Głupi Franek), Friedhöfe (Z cmentarzy), Unser Pferdchen (Nasza szkapa))
- Sommernächte, Weimar 1918